# Černá jezírka
Černá jezírka jsou přírodní rezervace v chráněné krajinné oblasti Jizerské hory na okrajové části Středního jizerského hřebene, na evropském rozvodí mezi Baltským a Severním mořem. Jsou významným vrchovištním komplexem, jenž leží v nadmořské výšce 885–912 metrů. Rezervace se rozkládá na území o velikosti 66,6 hektarů a dalších 72,4 ha tvoří její ochranné pásmo. V roce 2012 byla zapsána pod názvem Horní Jizera do seznamu ramsarských, mezinárodně významných mokřadů. Důvodem ochrany je, kromě výskytu rašelinišť, i přítomnost zbytků klimaxových horských smrčin. V srpnu 2013 byla přijata vyhláška o rozšíření ochranného pásma přírodní rezervace.
Černá jezírka jsou součástí čtyř rašelinišť: Krásné louky, Malé Krásné louky a Tetřeví louky. Oblast náleží do CHKO především díky soustavě rašelinišť a výskytu klimaxových horských smrčin. Ochranu zajišťuje Správa CHKO Jizerské hory. Zajímavostí může být i to, že zdejší atmosféra učarovala i Wenzel Franz Jägerovi, význačnému jizerskému malíři. Takřka celou oblast lemují stromy ve fázích rozkladu, což dodává místu velmi zvláštní atmosféru.
Toto území bylo ve druhé polovině 20. století postiženo odumíráním značných ploch smrkových porostů. Vrchol této katastrofy nastal v osmdesátých letech. Faktorů, jenž toto způsobily bylo mnoho, ovšem z těch nejzávažnějších můžeme jmenovat: vysoké imise oxidu siřičitého (kyselé deště), degradace půdy, škůdci. Řešením této situace byl import nepůvodních druhů stromů, konkrétně smrku pichlavého (Picea pungens).

## Lokalita
Oblast Černých jezírek se nachází blízko Rybích louček a spadá pod obec Kořenov, okres Jablonec nad Nisou. Velmi blízko se též rozkládá osada Jizerka a rezervace Prales Jizera či Klečové louky. U této oblasti platí, že reliéf je převážně rovinný, ačkoliv se nachází v horách. Reliéf též zahrnuje ploché deprese pramenišť Krásného potoka a Příčné vody. Rašelina má v nejsilnějších místech mocnost až čtyř metrů. Nachází se zde řada pseudokrasových jevů jako je propadání rašeliny a pseudozávrty (připomínají klasické závrty, nicméně nejsou na krasovém podloží).

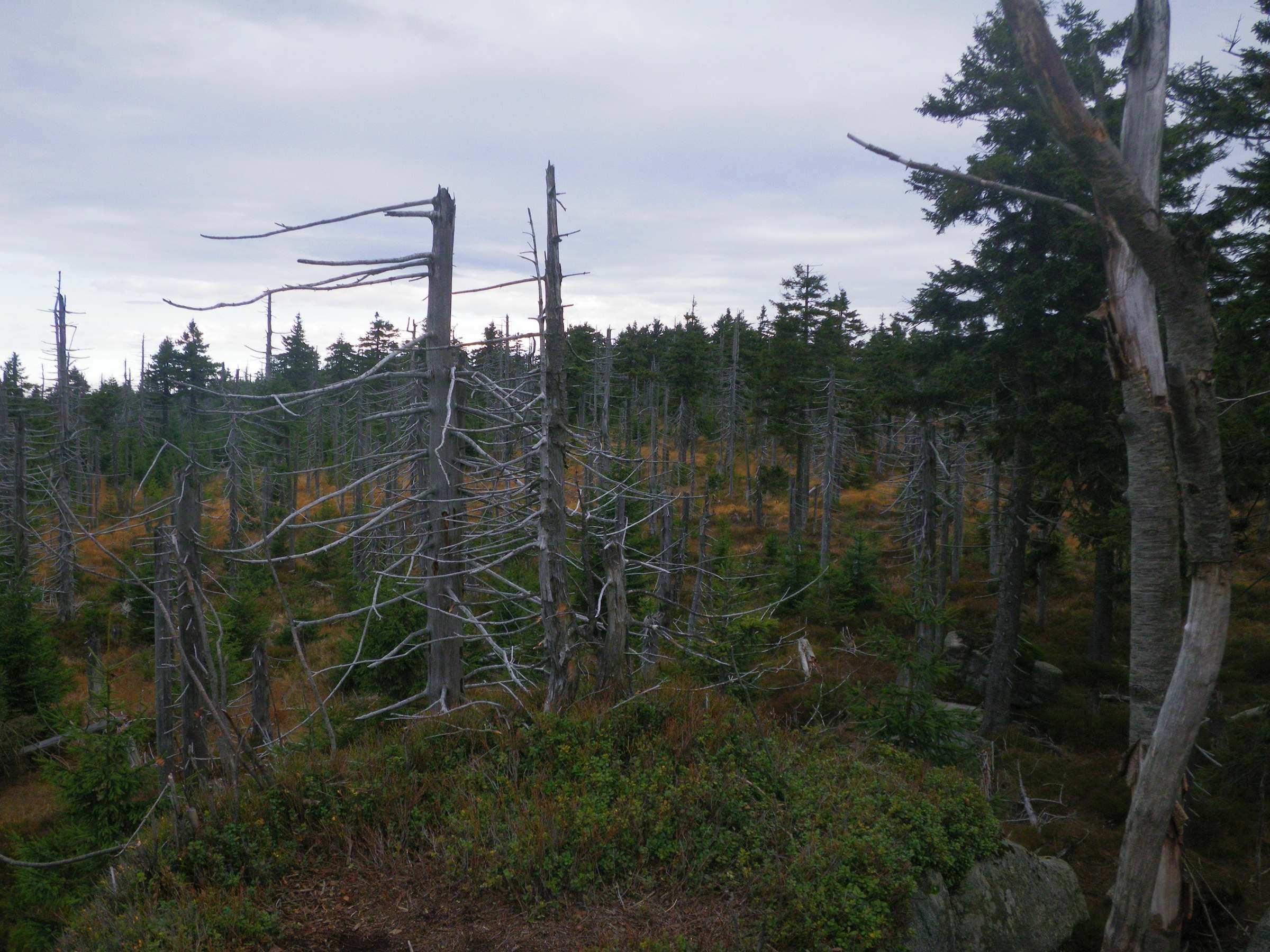
Blízká oblast Černých jezer

Další blízké přírodní rezervace CHKO Jizerské hory jsou např.: PR Klečové louky, PR Černá hora či PR Ptačí kupy. Větší část oblasti je takřka nedostupná kvůli špatnému terénu, nicméně zde vede povalový chodník, avšak pouze na malém území.

## Přírodní poměry

### Geologie
Z geologického hlediska je to soustava rašelinišť, kterou obklopují rozmáčené a rozpadající se smrčiny. Mocnost rašeliny dosahuje 1,5–2 metrů. Geologické podloží tvoří z velké části porfyrický granit (světlá hornina, obvykle tvořená živcem, velké vyrostlice). Geologickou lokalizaci můžeme charakterizovat jako oblast mělké pánve, která se rozprostírá mezi Středním jizerským a Vlašským hřebenem nacházející se východně od Smědavy.

## Přírodní poměry
Fauna a flóra se zde neliší příliš od ostatních horských vrchovišť. Hlavní součást vegetace je tvořena podmáčenými a třtinovými smrčinami. Obecně zde platí, že vegetace je tvořena především mladšími jedinci, většina porostu se zde totiž nachází ve stádiu rozkladu. Celé oblasti dominuje bezlesí rašelinných luk.

### Flora
Květena je tvořena cca 75 druhy vyšších rostlin. Deset z nich náleží mezi druhy zvláště chráněné. Mezi ně patří blatnice bahenní (Scheuchzeria palustris), kyhanka sivolistá (Andromeda polifolia), šicha černá (Empetrum nigrum) a ostřice mokřadní (Carex limosa). Osm druhů je dokonce zařazeno do červeného seznamu. Patří mezi ně bříza karpatská (Betula carpatica), žebrovice různolistá (Blechnum spicant), suchopýrek trsnatý (Trichophorum cespitosum). Jako jediná oblast v Jizerských horách též hostí keř rojovník bahenní (Rhododendron tomentosum). Další ze zástupců rostlinné říše můžeme jmenovat značné porosty kleče (Pinus mugo), suchopýra pochvatého (Eriophorum vaginatum), rosnatku okrouhlolistou (Drosera rotundifolia), plavuň pučivou (Lycopodium annotinum), ze stromů například smrk (Picea). Jedle (Abies) už se na území nevyskytuje. V oblasti bez mokřadů se nachází v menším množství buk (Fagus).
Zajímavostí je i to, že zde probíhal experiment s vysazením špirlice. Tato masožravá rostlina pochází ze Severní Ameriky a v lokalitě byla nepůvodní. V roce 2010 byl pokus přesunut pod správu CHKO Jizerské hory.

### Fauna
Fauna je domovem vzácných a ohrožených druhů, které jsou vázané na oblasti rašelinišť. Jde především o bezobratlé, konkrétně pavouky, vážky a brouky. Žije zde např. tetřívek obecný (Lyrurus tetrix) a čečetka zimní (Acanthis flammea), linduška luční (Anthus pratensis), jež se vyskytuje na rašelinných loukách, a křivka obecná (Loxia curvirostra).

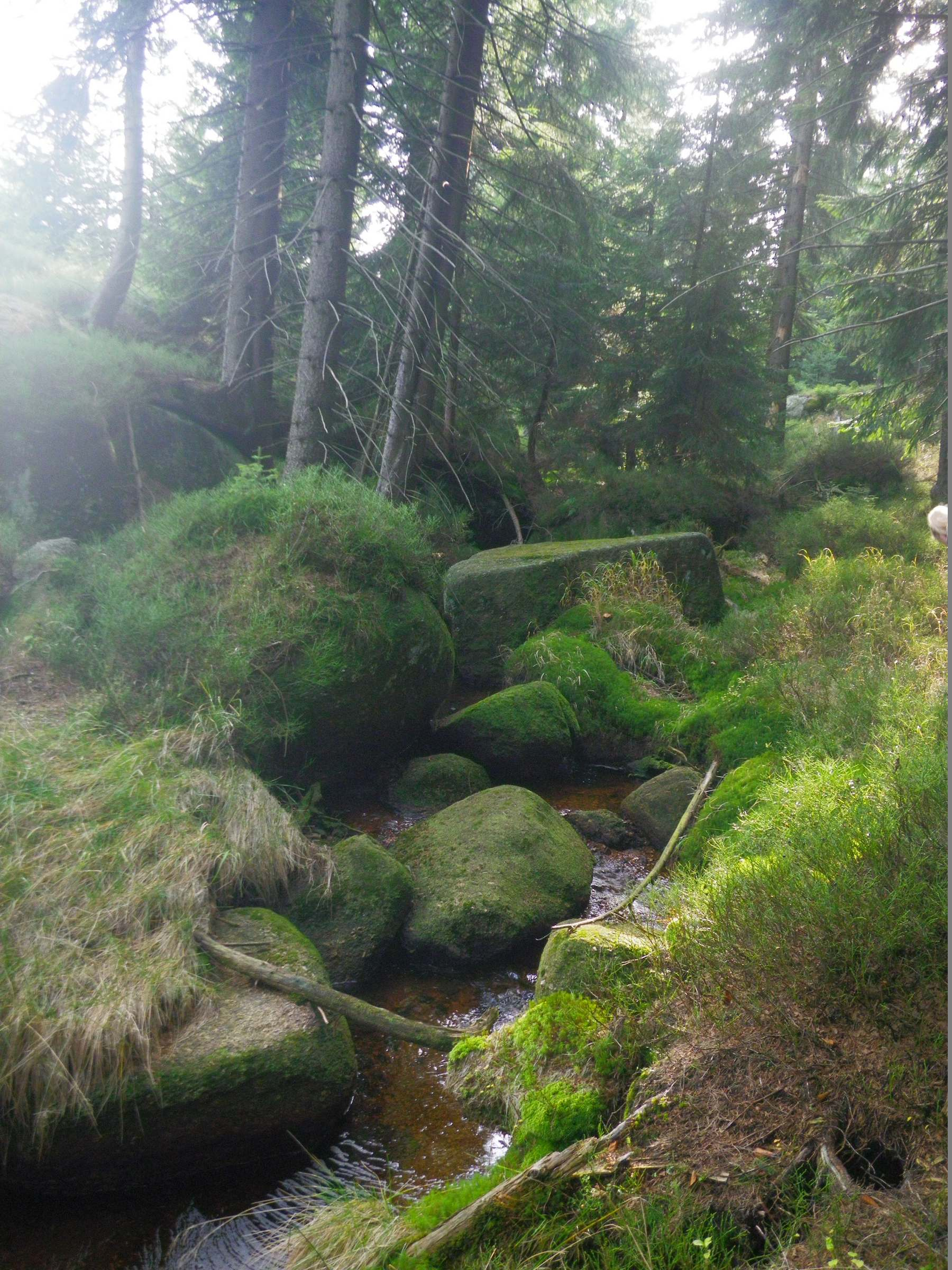
Blízká oblast Černých jezer

## Ochrana
Předmětem ochrany jsou zde především rašeliniště a klimaxové horské smrčiny. Hlavním úkolem je obnova původní druhové dřevinné skladby a stabilizace lesního krytu. Vzhledem ke statutu oblasti je zde omezený pohyb osob, jelikož PR Černá Jezírka patří do první zóny CHKO. Nicméně je zde patrná snaha o zanechání samovolnému procesu regenerace. V oblasti nejsou patrny žádné zásahy správců. Vzhledem k dlouhodobému zlepšování stavu v této oblasti nejsou zásahy zapotřebí. Ovšem i zde je výjimka, a tou je rojovník bahenní (Ledum palustre). U tohoto druhu se intenzivně studuje životaschopnost populace a dle toho se provádí potřebná opatření na podporu. V historii v oblasti značně trpěla především flóra a to kvůli emisím. Dlouhá léta zde byl těžký průmysl a vypouštěl velké množství zplodin do ovzduší, což narušilo zdejší vegetaci a větší množství stromů uhynulo. Po roce 1989 a zlepšení ovzduší (filtry atd.) se situace neustále zlepšuje a smrčiny se opět vzmáhají.